# Maďarské euromince
O vzhledu maďarských euromincí ještě nebylo rozhodnuto.
Maďarsko plánovalo přijetí eura na 1. ledna 2010. Je členem Evropské unie od 1. května 2004 a také je členem Evropské měnové unie, ale ještě nevstoupilo do Eurozóny, a proto stále používá svou vlastní měnu – forint. 
Většina ekonomických odhadů ale předpokládá, že Maďarsko nebude schopno přijetí eura dřív než v roce 2014 hlavně kvůli vysokému schodku státního rozpočtu, který se v roce 2006 pohyboval kolem 10 % HDP. Vláda Viktora Orbána počítá s tím, že euro bude přijato možná v roce 2021. 

## Zavedení eura
Vláda Viktora Orbána konstatovala, že euro a datum přijetí eura by se mělo shodovat s jeho oficiálním zavedením jako národní měny. Maďarsko má stejně jako Polsko problémy s vysokým zadlužením a bariérou by mohla být rovněž autoritářská politika maďarského premiéra Viktora Orbána, která se zavedení eura brání. Oproti tomu 70% obyvatel by si euro přálo, jako národní měnu. 
Velká motivace pro zavedení eura u občanů je i mimo jiné státní bankrot, kterým si Maďarsko prošlo v roce 2009, při němž zejména obyvatelstvo propastně zchudlo. 